# Dziwny jest ten świat
Dziwny jest ten świat – pierwszy autorski album muzyczny Czesława Niemena i zespołu Akwarele z 1967 roku, wydany przez wytwórnię Polskie Nagrania „Muza”. Była to pierwsza płyta w historii polskiej fonografii, która 20 grudnia 1968 r. otrzymała status „złotej”.
Na portalu Rate Your Music, album scharakteryzowano jako reprezentujący m.in. style muzyczne, takie jak: big-beat, soul, rock, pop rock, blues rock.

## Lista utworów
| 1.  | „Gdzie to jest” (muz. Czesław Niemen, sł. Marta Bellan)                        | 2:55  |
|     |                                                                                |       |
| 2.  | „Nigdy się nie dowiesz” (muz. i sł. Czesław Niemen)                            | 3:30  |
|     |                                                                                |       |
| 3.  | „Ten los, zły los” (muz. Czesław Niemen, sł. Krzysztof Dzikowski)              | 2:40  |
|     |                                                                                |       |
| 4.  | „Coś, co kocham najwięcej” (muz. Czesław Niemen, sł. Jacek Grań)               | 3:05  |
|     |                                                                                |       |
| 5.  | „Wspomnienie” (muz. Marek Sart, sł. Julian Tuwim)                              | 3:48  |
|     |                                                                                |       |
| 6.  | „Nie wstawaj lewą nogą” (muz. i sł. Czesław Niemen)                            | 2:12  |
|     |                                                                                |       |
| 7.  | „Dziwny jest ten świat” (muz. i sł. Czesław Niemen)                            | 3:34  |
|     |                                                                                |       |
| 8.  | „Jeszcze swój egzamin zdasz” (muz. Marian Zimiński, sł. Marek Gaszyński)       | 1:54  |
|     |                                                                                |       |
| 9.  | „Chciałbym cofnąć czas” (muz. i sł. Czesław Niemen)                            | 3:51  |
|     |                                                                                |       |
| 10. | „Pamiętam ten dzień” (muz. i sł. Czesław Niemen)                               | 3:12  |
|     |                                                                                |       |
| 11. | „Nie dla mnie taka dziewczyna” (muz. Czesław Niemen, sł. Jacek Grań)           | 2:27  |
|     |                                                                                |       |
| 12. | „Chyba że mnie pocałujesz” (muz. Czesław Niemen, sł. Jacek Grań)               | 2:57  |
|     |                                                                                |       |
| 13. | * „Jaki kolor wybrać chcesz” (muz. Marian Zimiński, sł. Marek Gaszyński) CD[3] | 2:22  |
|     |                                                                                |       |
| 14. | * „Proszę, przebacz” (muz. Czesław Niemen, sł. Marek Gaszyński) CD[3]          | 3:09  |
|     |                                                                                |       |
| 15. | * „Domek bez adresu” (muz. Andrzej Korzyński, sł. Andrzej Tylczyński) CD[3]    | 2:22  |
|     |                                                                                |       |
|     |                                                                                | 43:58 |
|     |                                                                                |       |

## Skład zespołu
- Czesław Niemen – śpiew, fortepian, organy

Akwarele
- Tomasz Jaśkiewicz – gitara
- Marian Zimiński – fortepian, organy
- Paweł Brodowski – gitara basowa
- Tomasz Butowtt – perkusja

## Gościnnie
- Janusz Muniak - saksofon tenorowy
- Alibabki – chórki (3, 7, 9)

## Wydania
- 1967 – Polskie Nagrania „Muza” LP
- 1986 – Polskie Nagrania Muza LP
- 1991 – Digiton CD
- 1995 – Digiton CD
- 1996 – Polskie Nagrania Muza CD
- 1999 – Polskie Nagrania Muza CD
- 2002 – Polskie Radio CD
- 2007 – Polskie Nagrania Muza LP
- 2014 – Polskie Nagrania Muza LP

Do wszystkich późniejszych dystrybucji są dodane trzy utwory: „Jaki kolor wybrać chcesz”, „Proszę, przebacz”, „Domek bez adresu” pochodzące z minialbumu (EP) „Niemen & Akwarele”, zawierającego oprócz tych 3 utworów piosenkę „Dziwny jest ten świat”.